# SN 1983U
SN 1983U – supernowa typu Ia odkryta 1 listopada 1983 roku w galaktyce NGC 3227. Jej maksymalna jasność wynosiła 13,40m.